# Nermin Neftçi
Hayriye Ayşe Nermin Neftçi, dite Nermin Neftçi, née en 1924 et morte le 20 août 2003, est une juriste et femme politique turque. Elle est notamment ministre de la Culture de 1974 à 1975.

## Biographie
Hayriye Ayşe Nermin Neftçi est née à Constantinople, en Turquie, en 1924. Elle est diplômée de la faculté de droit de l'université d'Ankara.
Après les élections législatives de 1969, elle entre au Parlement en tant que députée de la province de Muş. Elle devient ainsi la première femme politique turque à être élue dans l'une des provinces orientales du pays depuis l'instauration de la démocratie. Elle siège en outre aux conseils d'administration du Parti républicain du peuple (CHP). Au cours des dernières années de son mandat parlementaire, elle devient la première femme à occuper la fonction de vice-président de la Grande Assemblée nationale. Le 24 avril 1972, lors d'un vote au parlement concernant l'approbation de l'exécution de trois jeunes membres de l'Armée de libération du peuple de Turquie (Deniz Gezmiş, Yusuf Aslan et Hüseyin İnan) condamnés à la peine de mort après le coup d'État de 1971, Nermin Neftçi fait partie des 48 députés (sur les 323 présents ce jour-là) à s'opposer à leur pendaison. Elle ne se représente pas aux élections législatives turques de 1973 mais est appelée à servir dans le gouvernement (en) de Sadi Irmak comme ministre de la Culture du 17 novembre 1974 au 31 mars 1975. Elle est la deuxième femme à devenir ministre de la Turquie, après Türkân Akyol en 1971.
Nermin Neftçi écrit des chroniques dans divers quotidiens et périodiques. Elle est l'auteur d'un livre intitulé O Yakadan Bu Yakaya à propos de la structure de la langue turque et le folklore des Turkmènes d'Irak à Kirkouk.
Elle devient veuve après le décès de son mari, Nizamettin Neftçi, en 1992.
Elle meurt à l'âge de 79 ans le 20 août 2003 à Bodrum, dans la province de Muğla. Elle était mère de deux fils, les journalistes Salih (en) et Sinan.